# Miracavira sylvia
Miracavira sylvia là một loài bướm đêm trong họ Noctuidae.